# Rudolf Winkler (Politiker, 1955)

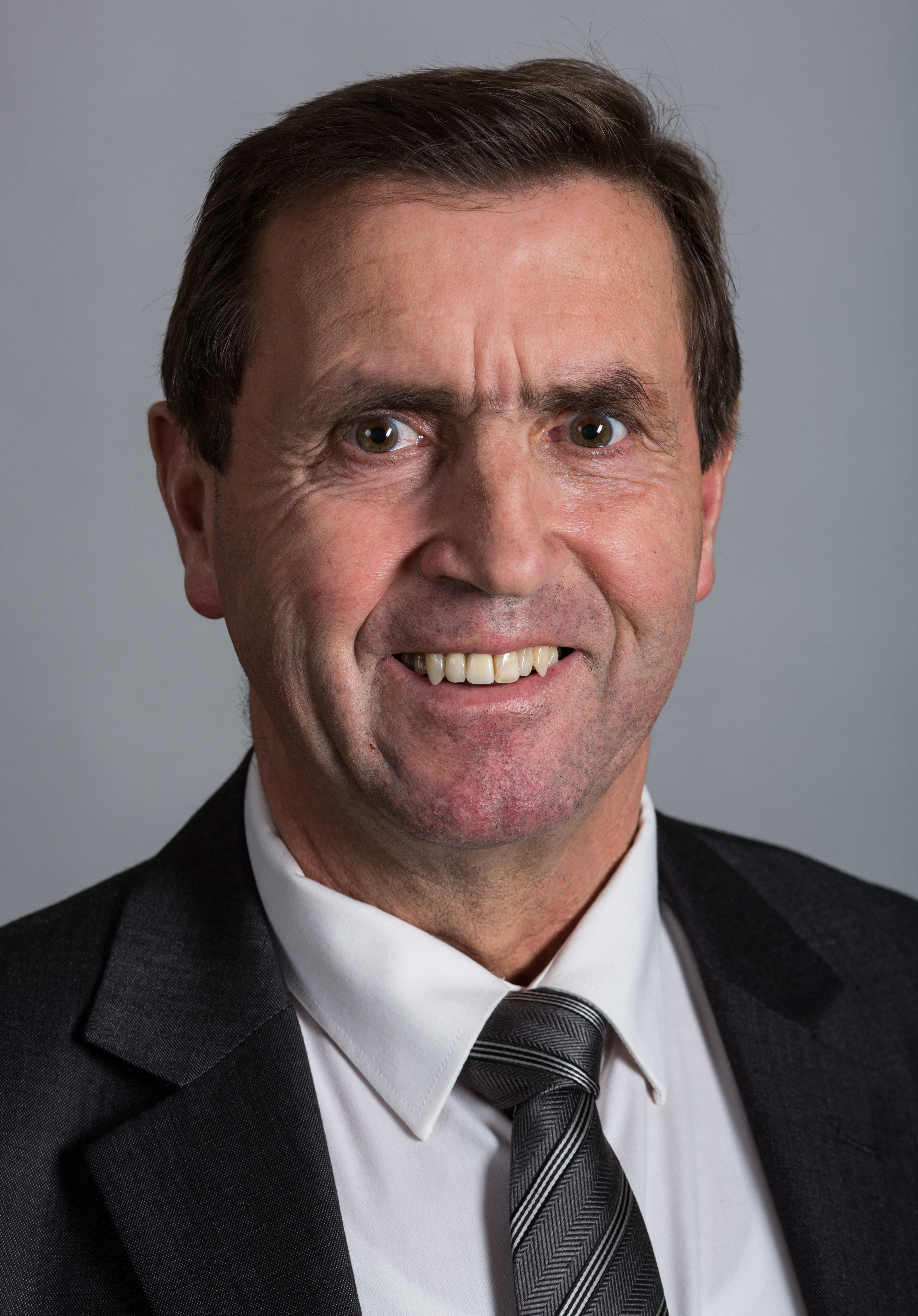
Rudolf Winkler

Rudolf Winkler (* 26. November 1955 in Schwerzenbach) ist ein Schweizer Politiker (BDP).

## Leben
Rudolf Winkler ist Landwirt und agronomische Anliegen gehören auch zu seinen Kernanliegen in der politischen Tätigkeit.
Seit 1990 ist er der Gemeindepräsident von Ellikon an der Thur. Er sass ab dem März 2015 im Nationalrat und war Mitglied der sicherheitspolitischen Kommission. Er rückte für Lothar Ziörjen nach, der sich wieder der lokalen Politik zuwendete und deshalb zurücktrat. Bei den Schweizer Parlamentswahlen 2015 wurde Winkler nicht wiedergewählt.